# Велике Французьке псування вина

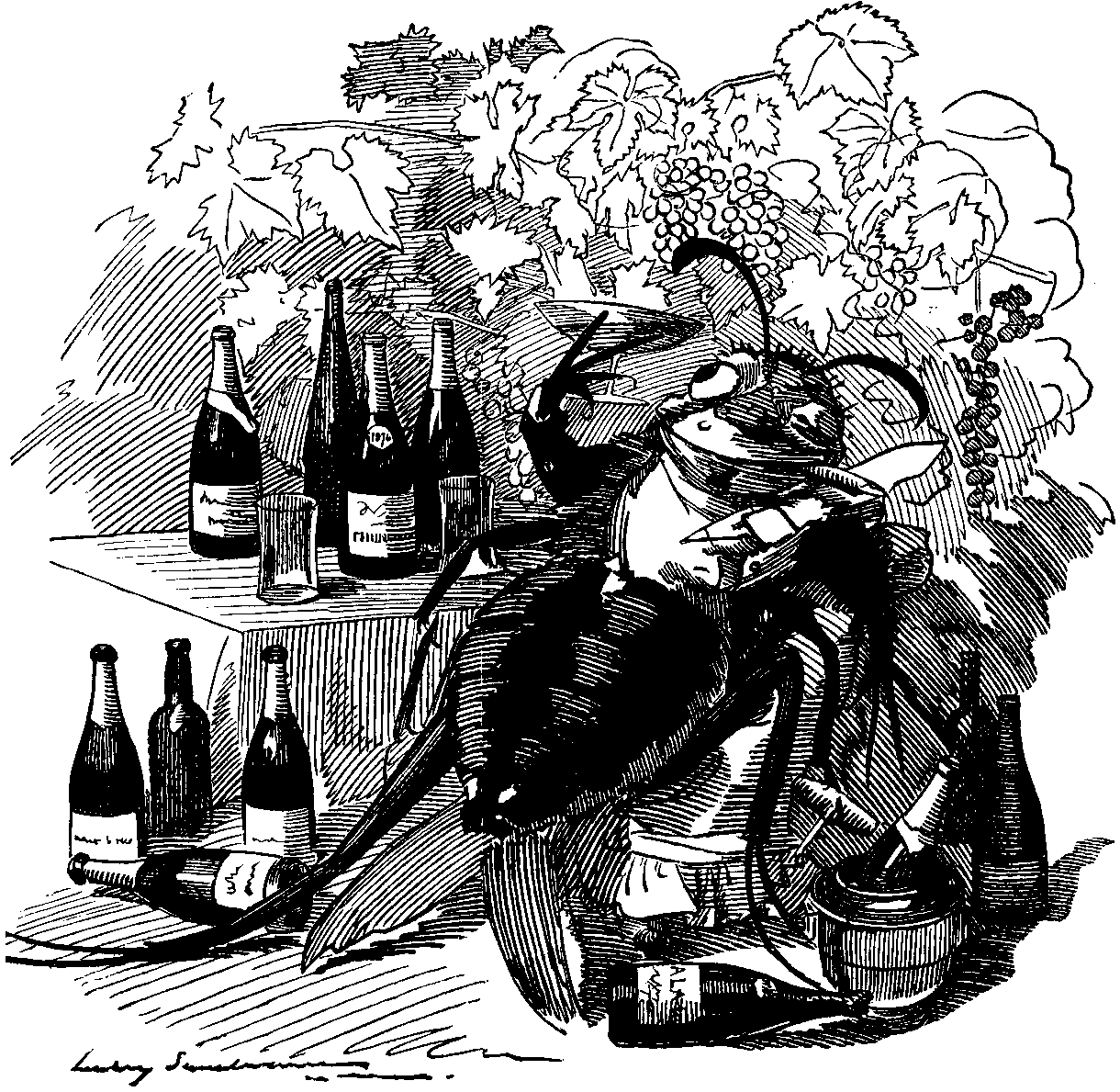
Карикатура з журналу Панч 1890 року: Філоксера як справжній гурман відкриває для себе найкращі виноградники та найкращі французькі вина.

Доповнення до основної статті: Історія французького вина
Велике французьке псування вина — масштабне захворювання виноградників у другій половині XIX століття, яке знищило більшу частину виноградників Франції і практично знищило виноробну промисловість Франції. Хвороба була викликана виноградною філоксерою — кореневою попелицею із ряду прямокрилих. Родом із Північної Америки, філоксера була перевезена через Атлантику наприкінці 1850-х років. Хоча Франція вважається країною, яка найбільше постраждала від хвороби, філоксера завдала істотних збитків й іншим європейським країнам.
Існує декілька версій про те як філоксера потрапила до Європи. Ще до філоксери у Франції проводили експерименти по схрещуванню та щепленню американських аборигенних сортів винограду із французькими (європейськими) лозами. По одній версії вважається, що філоксера була завезена із ботанічними зразками, цікавість до яких зросла у XIX столітті, коли кожна країна, і Франція у тому числі, створювали колекції зразків світової флори та фауни. Згідно з іншою версією вважається, що хвороба була завезена власне з американським сортом винограду, і була поширена через експерименти зі схрещування. Також існує думка, що поширенню хвороби сприяло створення пароплаву, яке пришвидшило подорож через Атлантику, що дозволило філоксері вижити за час подорожі. Так чи інакше європейські сорти винограду не мали природної можливості протистояти захворюванню, на відміну від американських сортів винограду, які мали до захворювання, спричиненого філоксерою, природний опір.
Хоча філоксера, як вважається, вже була завезена у 1858 році, проте вперше схоже за описом захворювання спричинене нею було зареєстровано у 1863 році неподалік від провінції Лангедок.
Зрештою, після відкриття філоксери як причини захворювання виноградників Планшоном та підтвердження теорії Планшона Чарльзом Райлі, два французьких винороби Лео Лаліман та Гастон Базіль, запропонували європейські виноградні лози прищеплювати до саджанця американського аборигенного винограду, який не був чутливий до філоксери. Хоча багато виноробів не дуже охоче сприйняли цю ідею, та іншого виходу на той момент не було. Метод виявися ефективним способом боротьби із поширенням захворювання. Подальше «Відновлення» (як його називали) багатьох виноградників, що були практично повністю втрачені, виявилось тривалим процесом, у результаті чого, французька винна промисловість довго поверталась до попереднього стану.

## Першопричини

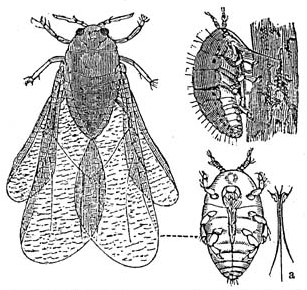
Виноградна філоксера відповідальна за причини провалу розповсюдження європейського винограду у Флориді та знищення винної промисловості Франції у XIX столітті.

Попелицю, що стала причиною захворювання у Франції, уперше було виявлено на посадках європейського винограду Vitis Vinifera французькими колоністами у штаті Флорида ще у XVI столітті. Спроби поширити європейські сорти у Флориді були невдалими, проте на той момент невдалі спроби не пов'язували із філоксерою. Як тепер відомо, Північно Американський вид виноградної філоксери став причиною невдалого розповсюдження винограду у Флориді. Токсин, який впорскує філоксера у кореневу систему винограду у процесі харчування, спричиняє захворювання, яке стає фатальним для європейського виду виноградної лози.
Як стало відомо надалі, французькі поселенці відмовились від вирощування європейського сорту винограду Vitis vinifera, мотивуючи тим, що цей виноград не можливо культивувати на даних землях. В результаті поселенці перейшли до культивування місцевого аборигенного винограду Vitis labrusca. Винятком стала плантація Vitis vinifera у Каліфорнії, до якої попелиці не дісталися.

### Філоксера
Існує декілька теорій, чому філоксера була проігнорована як можлива причина захворювання. Більшість із них пов'язана з особливістю її харчування та способу, яким вона атакує коріння винограду. Хобіток виноградної філоксери має спеціальний канал, яким травний токсин впорскується у рослину та канал яким філоксера всмоктує рослинні соки розщеплені токсином для харчування. Токсин розщеплює рослинний сік і робить його доступним для харчування. В міру того як токсин роз'їдає кореневу систему винограду тиск рослинного соку всередині рослини падає, що в результаті призводить до її загибелі. Падіння тиску рослинного соку змушує філоксеру шукати наступну рослину для харчування. Таким чином, якщо викопати вже загиблу лозу або лозу на межі загибелі, то знайти філоксеру причеплену до кореневища винограду буде практично не можливо.

### Подорож до Європи
Протягом декількох століть європейці експериментували з американськими саджанцями, з метою покращення сортів чи виведення нових, проте не враховували можливість перевезення разом із саджанцями можливих шкідників чи хвороб. Жуль Еміль Планшон, французький біолог, який знайшов філоксеру у 1860 році, стверджував, що завезення саджанців різко зросло між 1858—1862 роками і це стало причиною перевезення філоксери до Європи у 1860 році. Хоча захворювання не з'являлося
у Франції аж до 1863 року. Вважається, що філоксера, яка викликає захворювання винограду не була проблемою до винаходу пароплава, що дозволив прискорити завезення товарів із Америки до Європи, зокрема саджанців заражених філоксерою. До пароплава, тривалість перевезення товарів була значно більшою, що спричиняло гибель філоксери у результаті завершення її життєвого циклу.

## Захворювання

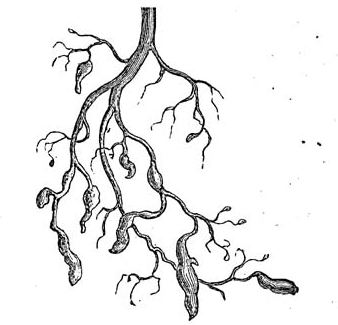
Зображення кореневої системи Vitis vinifera ураженої філоксерою.

### Поява
Перша документальна згадка про захворювання від філоксери виноградних насаджень знаходиться у департаменті колишньої провінції Лангедок. Захворювання реєструвались в кількох місцях упродовж 1863 року. Винороби не помітили попелиць, так само як і поселенці у Флориді, проте відмітили, що невідома хвороба завдає шкоди виноградникам. Захворювання швидко розповсюджувалось по усій Франції, але пройшло кілька років, доки причину захворювання було встановлено.

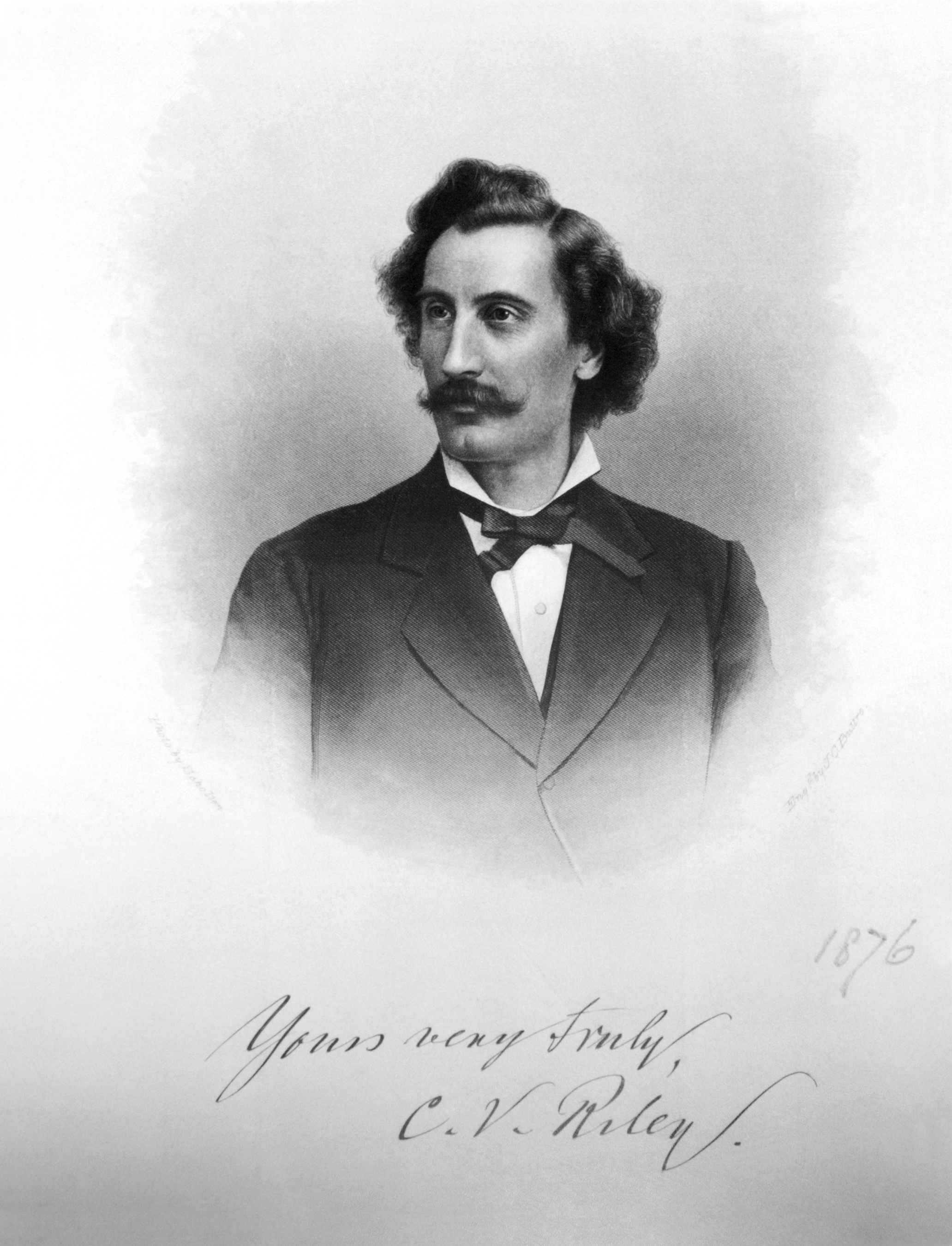
Чарльз Райлі підтвердив теорію запропоновану Планшоном.

### Шкода
Понад 40 % усіх виноградників було знищено захворюванням упродовж періоду кінця 1850-х до середини 1870-х років. Французька економіка суттєво постраждала від наслідків захворювання. Багато виноробних підприємств були закриті, а заробітна плата робітників виноробної промисловості була скорочена вдвічі. Розпочалася трудова міграція виноробів до Алжиру та у США. Збиток французької економіки за попередніми підрахунками становив близько 10 мільярдів франків.

### Відкриття
У 1868 році французький біолог Жуль Еміль Планшон разом із двома колегами випадково виявили групу філоксер, що висмоктували соки із коренів винограду. Проте теорія, що саме філоксера стала причиною захворювання так і не була остаточно сформована доки у 1870 році американський ентомолог Чарльз Валентин Райлі не підтвердив теорію Планшона. Райлі було вшановано як героя Франції, проте реакція на відкриття була різна. Одні зустріли новину з оптимізмом: тепер, коли визначена причина, що спричиняє захворювання, залишається лише питання способу усунення причини, а саме філоксери. Інші не погодилися заявивши, що філоксера впливала на захворювання, але не була її джерелом. Ситуація ускладнювалась також тим, що життєвий цикл філоксери був коротким, і це створювало додаткові труднощі для її вивчення, особливо зважаючи на те, що життєвий цикл філоксери у Європі відрізнявся за тривалістю (був коротший) від життєвого циклу в Північній Америці.

### Вирішення
Багато виробників власними силами спробували вирішити проблему. Використання хімічних речовин та пестицидів не дало жодних результатів. У відчаї, деякі виробники дозволили домашній птиці розгулювати серед виноградників, або навіть розводили серед виноградників жаб, сподіваючись, що вони будуть їсти комах і філоксеру. Жоден із цих заходів не дав результату.
Після того як Чарльз Райлі підтвердив теорію Планшона, два винороба Лео Лаліман та Гастон Базіль, припустили можливість, що лози Vitis Vinifera можна було б прищепити на саджанці стійкого до захворювання американського сорту винограду Vitis labrusca. У результаті чого проблему можна було б вирішити.
Цей метод було випробувано і він дав позитивний результат. Цей процес серед виноградарів називають «відновленням». Спосіб вирішення проблеми завдяки щепленням викликав поділ серед виноградарів та виноробів. Частина з них вважали, що з філоксерою можна боротися хімікатами, їх називали «хіміками». Інших, прихильників щеплення, стали називати «американістами». Після того, як було продемонстровано успіх щеплення у 1870-1880-х роках, розпочався тривалий процес відновлення більшості виноградників Франції.

#### Премія
Французький уряд запропонував винагороду у 320 тисяч франків тому, хто знайде ліки від захворювання. Маючи підтвердження дієвості способу Лео Лаліман спробував вимагати від уряду винагороду, проте йому було відмовлено аргументуючи це тим, що Лаліман не знайшов ліки від хвороби, а лише спосіб зупинити хворобу. Проте припускають, що існували й інші причини через які йому було відмовлено, зокрема, деякі винороби вважали, що саме він розповсюджував захворювання. Слід також зауважити, що ідея прищеплення однієї лози до іншої не була новою. Згідно з Джорджем Ордішем і його книгою 1987 року «Велике псування вина», перші експерименти із щеплення були проведені у 1524 році іспанцями, які прищеплювали виноградну лозу до мексиканського саджанця з метою досягнення сільськогосподарської вигоди.

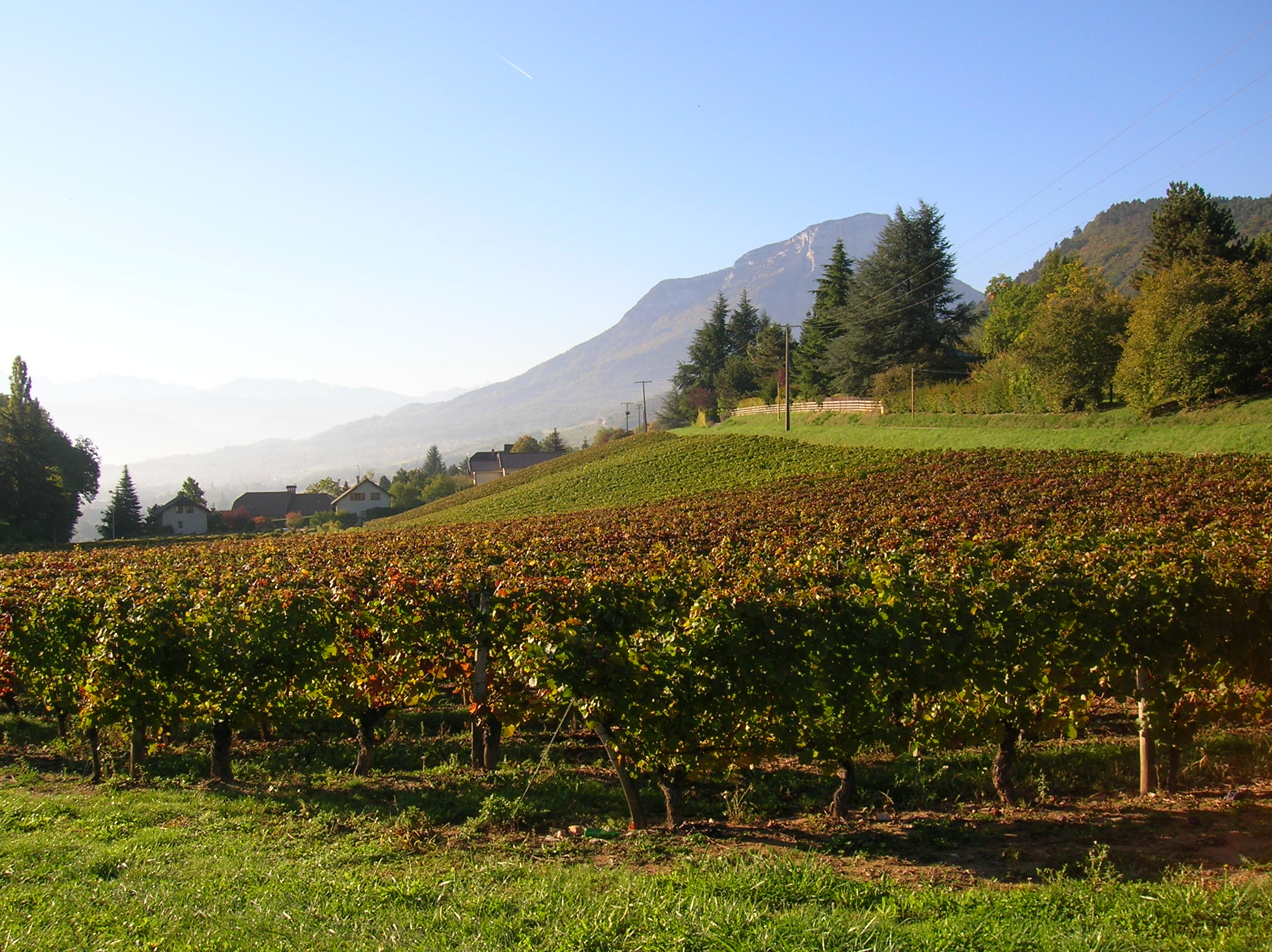
Сучасний виноградник у Франції.

## Сучасний стан
Досі не існує ефективного засобу боротьби із філоксерою, а тому вона і сьогодні становить серйозну загрозу для нещеплених виноградних лоз. Насправді існує тільки один сорт європейської виноградної лози, відомий стійкістю до філоксери. Це сорт Assyrtiko, що росте на вулканічному грецькому острові Санторіні. Проте існують припущення, що насправді стійкість винограду до філоксери обумовлена наявністю в ґрунті на якому зростає виноград вулканічного попелу, а не у самому винограді.
Події Великого французького псування вин породили серед виноробів дискусію, яка однозначно не вирішена і сьогодні: чи відрізняється за якістю вино виготовлене зі справжнього (не щепленого) сорту винограду, від вина, виготовленого із щепленого винограду того ж сорту.